# اچ‌دی ۵۷۸۸
اچ‌دی ۵۷۸۸ یک ستاره است که در صورت فلکی آندرومدا قرار دارد.